# Cephalorhyncha
Embranchement
Les Cephalorhyncha (Céphalorhynques /sefalorẽk/) sont un embranchement obsolète du règne animal. 

## Historique
Ce taxon était un regroupement des Scalidophores et des Nématomorphes. Jan Zrzavý et al. (1998) ont considéré ce terme comme un synonyme de Scalidophora.

## Liste des classes
Selon World Register of Marine Species (25 février 2016) :
- classe des Kinorhyncha
- classe des Loricifera
- classe des Nematomorpha
- classe des Priapulida

## Phylogénie
- Protostomia
  - Chétognathes
  - Lophotrochozoaires
  - Ecdysozoaires
    - Scalidophores
      - Kinorhynches
      - Loricifères
      - Priapulides

    - Nématozoaires
      - Nématomorphes
      - Nématodes

    - Panarthropodes
      - Onychophores
      - Tardigrades
      - Arthropodes

## Galerie

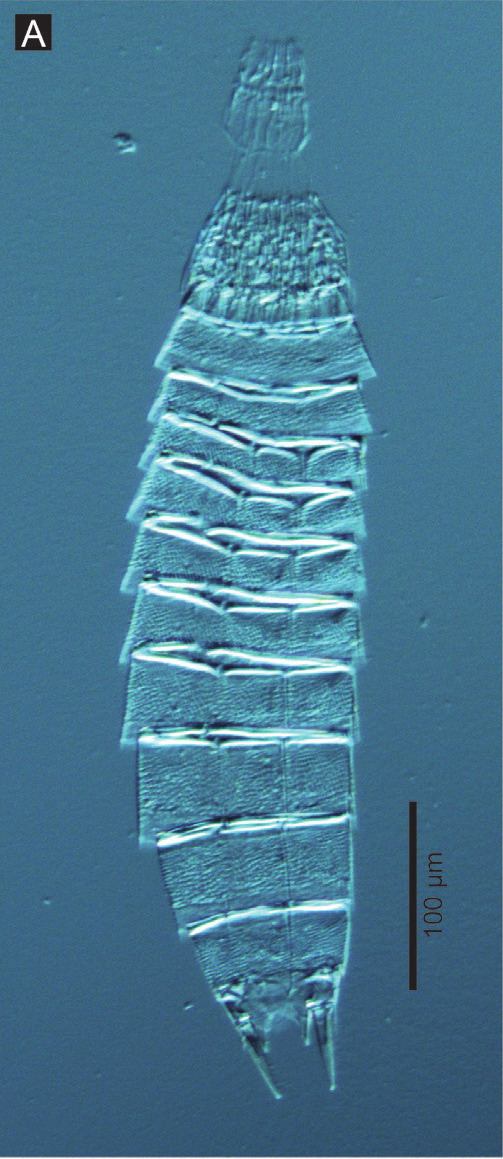
Echinoderes hwiizaa, un Kinorhyncha.
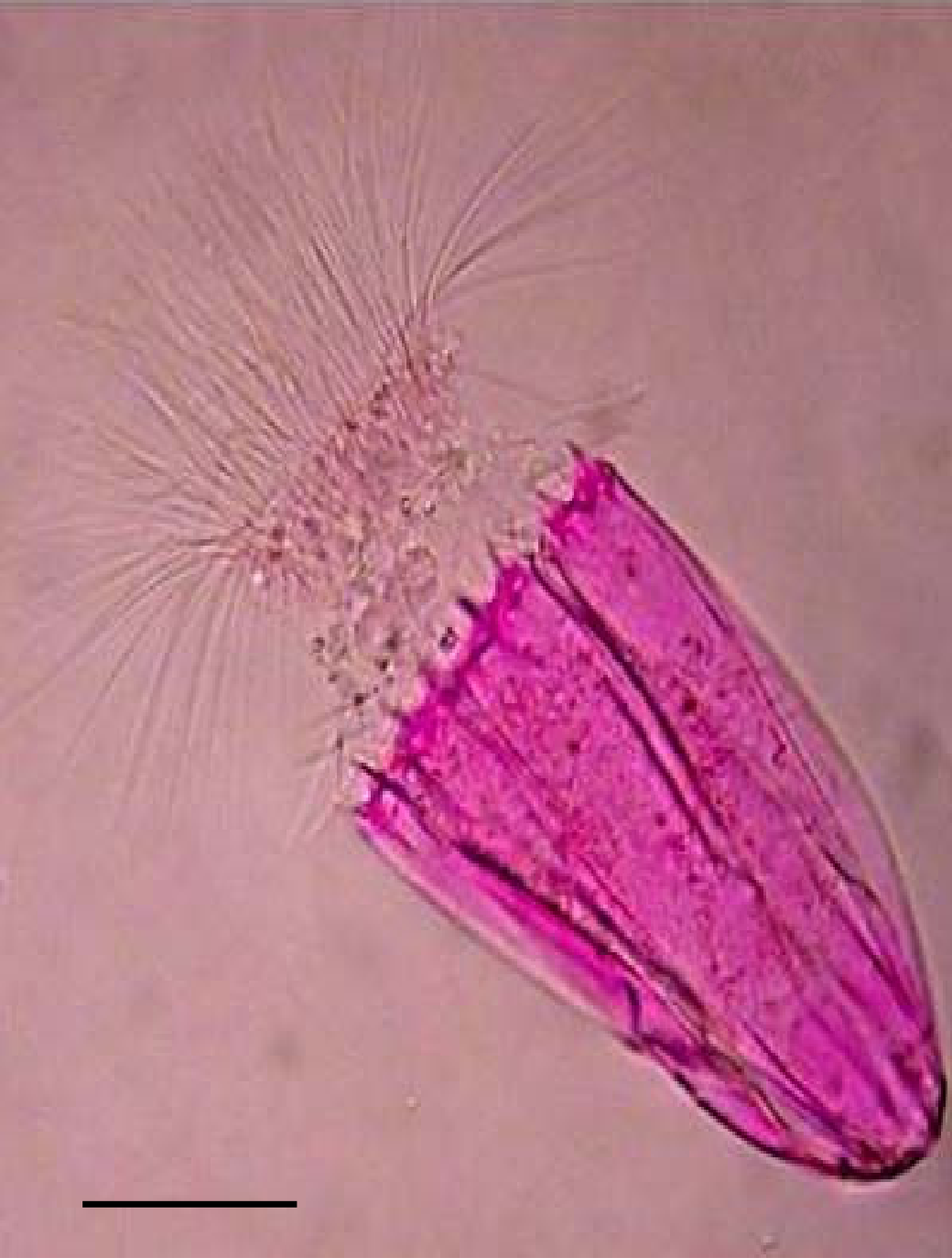
Spinoloricus cinziae, un Loricifera.
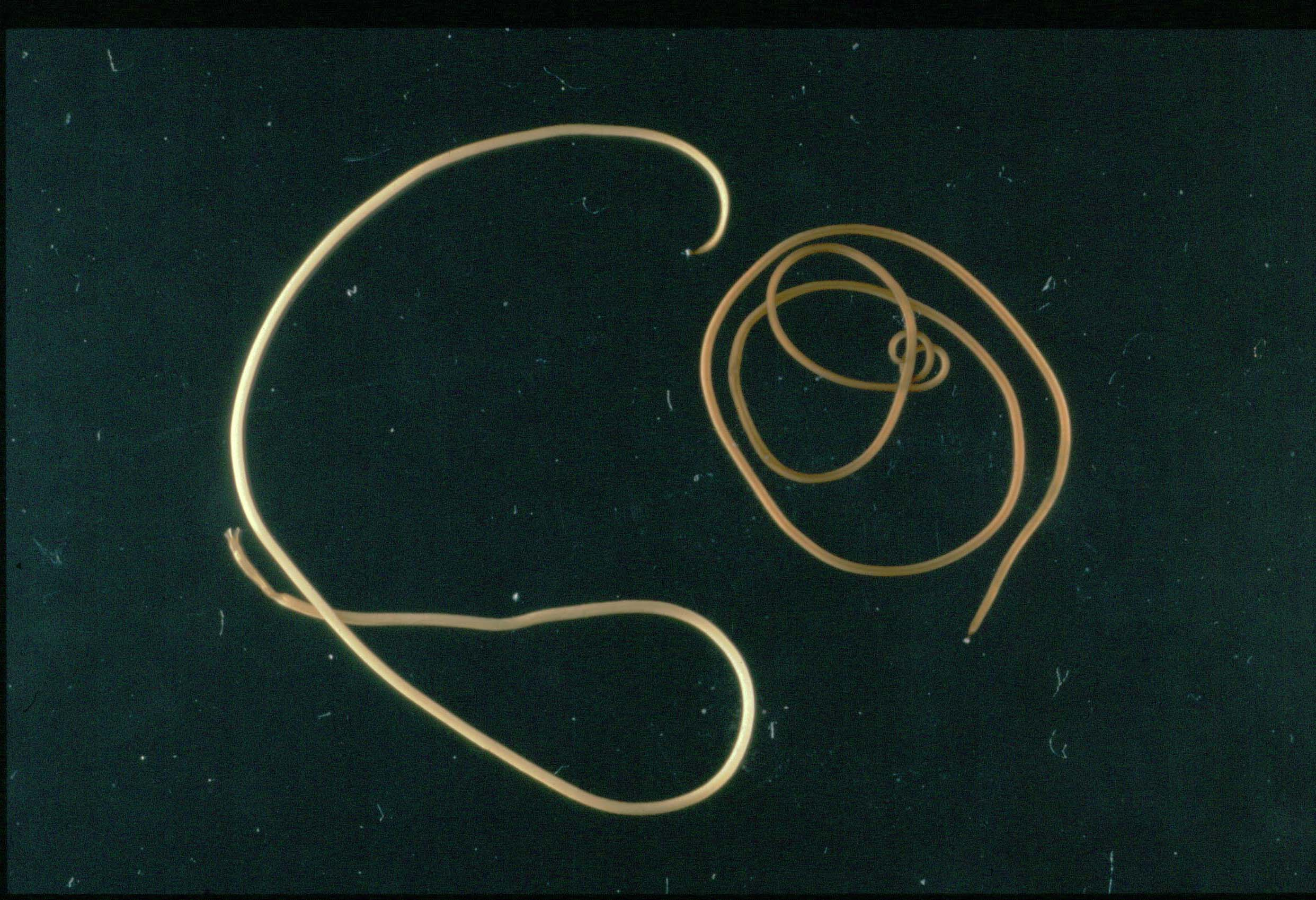
Paragordius tricuspidatus, un Nematomorpha.
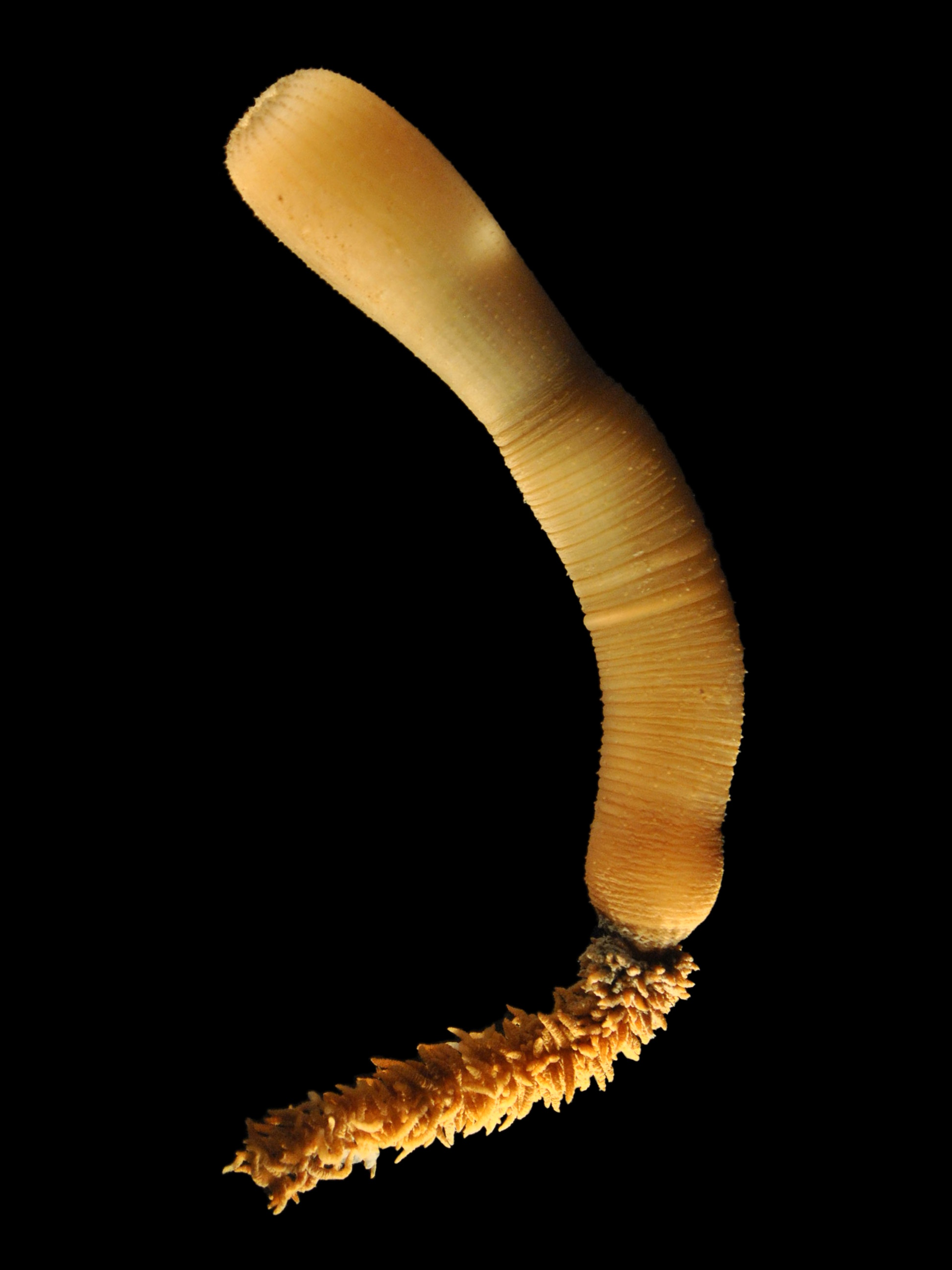
Priapulus caudatus, un Priapulida.